# Johann Nepomuk della Croce
Johann Nepomuk della Croce (de; 7 de agosto de 1736 – 4 de março de 1819) foi um pintor austríaco, conhecido na Itália como Giovanni Nepomuceno della Croce (it). Estava ativo tanto na Alemanha quanto no Trentino, em um estilo de Barroco tardio, retratando retratos e temas religiosos.  

## Vida e carreira
Johann Nepomuk della Croce nasceu em Pressano, no Tirol, em 1736. Estudou sob a orientação de Lorenzoni, um artista italiano, e após viajar por Itália, Alemanha, Hungria e França, estabeleceu-se em Burghausen.  de estimou que della Croce tenha pintado cerca de 5000 retratos e 200 quadros históricos. Existem muitas peças de altar pintadas por ele nas igrejas da Baviera. Pintou um retrato da família Mozart em Salzburgo. Seu filho Clemente ou Clemens della Croce (1783–1823) também foi pintor. Faleceu em 1819.  